# Samir Barać
Samir Barać (ur. 2 listopada 1973) – chorwacki piłkarz wodny. Złoty medalista olimpijski z Londynu.
Podczas Igrzysk był kapitanem reprezentacji. Zawody w 2012 były jego czwartymi igrzyskami olimpijskimi (poprzednie to LIO 2008, LIO 2004, LIO 2000). Chorwaci triumfowali, w finale pokonując Włochów.

## Odznaczenia
- Order Księcia Branimira (2017)[2]